# Resolutie 139 Veiligheidsraad Verenigde Naties
Resolutie 139 van de Veiligheidsraad van de Verenigde Naties werd unaniem aangenomen op de 869e bijeenkomst van de Veiligheidsraad van de Verenigde Naties op 28 juni 1960.

## Inhoud
De Veiligheidsraad had de aanvraag van de Mali-federatie (voor VN-lidmaatschap) bestudeerd, en beval de Algemene Vergadering aan Mali het VN-lidmaatschap te verlenen.

## Verwante resoluties
- Resolutie 158 Veiligheidsraad Verenigde Naties (Senegal)
- Resolutie 159 Veiligheidsraad Verenigde Naties (Mali)

Lijst ·  133 ·  134 ·  135 ·  136 ·  137 ·  138 ·  139 ·  140 ·  141 ·  142 ·  143 ·  144 ·  145 ·  146 ·  147 ·  148 ·  149 ·  150 ·  151 ·  152 ·  153 ·  154 ·  155 ·  156 ·  157 ·  158 ·  159 ·  160